# 道浪漫
『道浪漫』（みちろまん）は、1996年10月6日から2004年3月28日まで、毎日放送（MBS）を製作局として、TBS系列で放送された旅・紀行番組である。積水化学工業の単独スポンサー番組。

## 概要
毎週、ゲストが日本・世界各国の名所と街道を旅する番組だった。各回前編・後編に分け、2週にわたって放送された。番組の最後には、おさらいとしてその名所へのアクセス（海外の場合はタイアップの航空会社の飛行シーンが写る）と営業時間や入館入場料金などの案内映像が流された。
番組の放送開始時は、毎週日曜11:00 - 11:30（JST）で放送されていたが、2000年4月からは『大好き!東京ゲスト10』の開始に伴い、毎週日曜7:30 - 8:00の放送となった。同時にそれまで自社番組等のため放送されていなかったテレビ高知がネットに加わった。
番組タイトル（題字）は、書道家の榊莫山が手がけた。
放送時間移動後、2004年3月28日をもって8年間の歴史の幕を閉じた。なお、日曜朝のMBS制作枠はTBSと枠交換の形で7時台の前半に移動し、『ブリンぶりん家』が開始された。
TBSチャンネル（CS放送）でも過去に再放送が行われた。

## スタッフ
- 製作は、毎日放送とNEXUS、創都が交互に担当したが、中期は自社製作で「制作著作・毎日放送」のテロップ表記だった。

## 主題歌
- 小椋佳「挑みの足跡」 - エンドコーナー「道浪漫手帖」、次回予告、番組宣伝にも使用。積水化学のプレハブ住宅のセキスイハイムのCMソングも同時期に歌っていた。

## 備考
- 積水化学はこの番組ではオープニングと番組の合間はグループ全体のイメージCM、エンディングにグループ企業の名前をロールテロップで流していたが（2パターン、ともに60秒）（かつての全国高校野球選手権大会中継や全国高等学校ラグビーフットボール大会中継スポンサーの住友グループと同様）、これ以降テレビ番組のスポンサーとしてはセキスイハイムに特化した広告展開をしていく。
- かつて日曜11時台放送時、選抜高等学校野球大会の1回戦 - 準決勝と日曜日がかち合った時には、毎日放送のみ高校野球中継を優先するため当日17:00 - 17:30に臨時枠移動となり、TBSなどその他のネット局には本来の時間帯に毎日放送からの裏送りによる先行ネットで放送された。

## 前後番組
| TBS 日曜11時台前半枠（1996.10 - 2000.3）                   | TBS 日曜11時台前半枠（1996.10 - 2000.3）    | TBS 日曜11時台前半枠（1996.10 - 2000.3）                                 |
| 前番組                                                     | 番組名                                      | 次番組                                                                   |
| ---------------------------------------------------------- | ------------------------------------------- | ------------------------------------------------------------------------ |
| 彼女からのエアメール                                       | 道浪漫 （本番組まで毎日放送制作全国ネット） | 大好き!東京ゲスト10 ※10:00 - 11:25 （ここからTBS制作ローカルセールス枠） |
| 毎日放送 日曜11時台前半枠（1996.10 - 2000.3）              |                                             |                                                                          |
| 彼女からのエアメール                                       | 道浪漫 （本番組まで毎日放送制作全国ネット） | 鶴瓶のスジナシ! （ここからCBC制作）                                      |
| TBS系列 日曜7時台後半枠（2000.4 - 2004.3）                 |                                             |                                                                          |
| 笑顔がいちばん! （ここまでTBS制作） 【30分繰り上げて継続】 | 道浪漫 （本番組のみ毎日放送制作）           | 儲かりマンデー!! （ここからTBS制作）                                     |